# NRJ Music Awards de 2017
O NRJ Music Awards de 2017 foi realizado em 4 de novembro de 2017 no Palais des Festivals, em Cannes, na França. A cerimônia foi transmitida ao vivo pela rede de televisão francesa TF1 e pela estação de rádio NRJ, e foi apresentada por Nikos Aliagas.

## Performances
| Artista                             | Canção(ões)                                                                | Apresentado por |
| ----------------------------------- | -------------------------------------------------------------------------- | --------------- |
| Ed Sheeran Soprano                  | Medley: "Shape of You" "Fresh Prince"                                      | Nikos Aliagas   |
| Louane                              | "On Était Beau"                                                            | Nikos Aliagas   |
| the Weeknd                          | "I Feel It Coming"                                                         | Nikos Aliagas   |
| M. Pokora                           | "Alexandrie Alexandra"                                                     | Nikos Aliagas   |
| U2 Kygo                             | "You're the Best Thing About Me" (Remix)                                   | Nikos Aliagas   |
| Vianney                             | "Je m'en Vais"                                                             | Nikos Aliagas   |
| David Guetta Zak Abel Hyphen Hyphen | Medley: "2U" Dirty Sexy Money"                                             | Nikos Aliagas   |
| Indochine                           | "La Vie Est Belle"                                                         | Nikos Aliagas   |
| Amir Haddad                         | "On Dirait"                                                                | Nikos Aliagas   |
| Ed Sheeran                          | "Perfect"                                                                  | Nikos Aliagas   |
| MC Solaar                           | "Sonotone"                                                                 | Nikos Aliagas   |
| Soprano                             | "Roule"                                                                    | Nikos Aliagas   |
| Calogero                            | "Je Joue de la Musique"                                                    | Nikos Aliagas   |
| Sam Smith                           | "Too Good at Goodbyes"                                                     | Nikos Aliagas   |
| Génération Enfoirés                 | Medley: "Attention au Départ" "Le Temps qui Court" "La Chanson des Restos" | Nikos Aliagas   |
| Bigflo & Oli                        | "Dommage"                                                                  | Nikos Aliagas   |
| Julien Doré                         | "Coco Câline"                                                              | Nikos Aliagas   |
| Lartiste Awa Imani                  | "Chocolat"                                                                 | Nikos Aliagas   |
| Rag'n'Bone Man                      | "Human"                                                                    | Nikos Aliagas   |
| Keen'v                              | "Elle A"                                                                   | Nikos Aliagas   |
| Claudio Capéo                       | "Riche"                                                                    | Nikos Aliagas   |
| Amir Haddad                         | "On Dirait"                                                                | Nikos Aliagas   |

## Vencedores e indicados
| Cantor Francófono (apresentado por Ofenbach e Nawell Madani) | Cantora Francófona (apresentado por Richard Anconina e Patrick Timsit) |
| --- | --- |
| - Soprano - Calogero - Claudio Capéo - Julien Doré - M. Pokora - Vianney | - Louane - Jain - Nolwenn Leroy - Tal - Vitaa |
| Cantor Internacional (apresentado por Louane e Jean-Paul Gaultier) | Cantora Internacional (apresentado por Reem Kherici e DJ Snake) |
| - Ed Sheeran - Justin Bieber - Luis Fonsi - Bruno Mars - Charlie Puth - the Weeknd | - Selena Gomez - Miley Cyrus - Katy Perry - P!nk - Shakira - Taylor Swift |
| Revelação Francófona (apresentado por Vincent Cerutti e Fauve Hautot) | Revelação Internacional (apresentado por Kungs e David Guetta) |
| - Lisandro Cuxi - Boostee - Lenni-Kim - Lartiste - Léa Paci - Tibz | - Rag'n'Bone Man - Jonas Blue - DJ Khaled - Shawn Mendes - Julia Michaels - Harry Styles |
| Grupo/Duo Francófono (apresentado por Tarek Boudali, Andy e Philippe Lacheau) | Grupo/Duo Internacional (apresentado por Lou e Ingrid Chauvin) |
| - Bigflo et Oli - OneRepublic com part. de Amir - Arcadian - Indochine - Kids United - Ofenbach | - Imagine Dragons - The Chainsmokers - Clean Bandit - Calvin Harris com part. de Pharrell Williams, Katy Perry e Big Sean - J Balvin com Willy William - U2 |
| Canção Francesa do Ano (apresentado por Vitaa e Guillaume Pley) | Canção Internacional do Ano (apresentado por HollySiz e Martin Solveig) |
| - Amir - "On Dirait" - Louane - "On Était Beau" - Vianney - "Je m'en Vais" - Soprano - "Roule" - Lartiste com part. de Awa Imani - "Chocolat" - Keen'V - "Elle A" | - Luis Fonsi com part. de Daddy Yankee e Justin Bieber - "Despacito" - Coldplay com part. de The Chainsmokers - "Something Just like This" - Charlie Puth - "Attention" - Rag'n'Bone Man - "Human" - Ed Sheeran - "Shape of You" - the Weeknd com part. de Daft Punk - "I Feel It Coming" |
| Clipe do Ano (apresentado por Camille Lou e Ahmed Sylla) | DJ do Ano (apresentado por Marilou Berry e Natoo) |
| - Ed Sheeran - "Shape of You" - The Chainsmokers com part. de Coldplay - "Something Just like This" - Julien Doré - "Sublime & Silence" - Calvin Harris com part. de Pharrell Williams, Katy Perry e Big Sean - "Feels" - Indochine - "La Vie Est Belle" - Taylor Swift - "Look What You Made Me Do" | - Kungs - DJ Snake - Feder - David Guetta - Martin Solveig - Petit Biscuit |
| Prêmio de Honra (apresentado por Nikos Aliagas) | |
| the Weeknd U2 Indochine Ed Sheeran | |